# Казахско-джунгарская война (1752—1755)
Финальная Казахско-джунгарская война  — Последний военный конфликт из серии Казахско-джунгарских войн, начавшаяся 9 сентября 1752 года и длившийся до 1755. Впоследствии джунгарское государство было уничтожено.

## Предпосылки
После смерти джунгарского хунтайджи Галдан- Цэрэна (1727—1745) внутренняя обстановка в Джунгарском ханстве резко обострилась. Возникла ожесточенная междоусобная борьба за власть между претендентами на джунгарский престол из правящего дома Чорос.
Осенью 1751 года в Джунгарии произошло решающие сражение между Дабачи против Ламы-Доржи. В котором Дабачи потерял свои войска и остался лишь с десятком бойцов . На реке Иртыш, Чавдар догнал, однако в сражении потерпел поражение. На другой день Амурсана и Дабачи были вновь застигнутые Чавдаром, в котором на этот раз потерпели поражение они . Разгромленные они бежали оставив семьи, скот и имущество. 
Дабачи и Амурсана нашли убежище в землях Среднего жуза, где были тепло встречены . Казахские султаны были хорошо осведомлены о событиях в джунгарском ханстве и поэтому внимательно следили за политической обстановкой . 
Лама-Дорджи пытался уговорить Дабачи и его союзников добровольно вернуться в родные земли Джунгарского ханства, но получил отказ. Именно этот вопрос стал главным между Средним жузом и Ургой. В связи с этим моментом был созван съезд знати Среднего и Младшего жуза, главную роль в этом вопросе сыграл Абылай хан. Он отправил своих послов к Ламе-Доржи, где объяснил что они не собираются выдавать беглецов ибо им светит смерть. Уже через некоторое время Ламы-Доржи направил новое посольство к Аблаю. Где требовал без ссоры выдать ему Амурсану и Дабачи. Но вновь получили отказ.
Ламы-Доржи послал и после новое посольство. Но так ничего и не добился. 
Абылай хан хотел поддержать Дабачи с его планом вторжения в Джунгарию, но ждал общего решения Среднего и Младшего жуза. Где местной знатью было принято решение не выдавать беглецов, что являлось выгодным для Аблая . В 1752 году в ставку Ламы-Доржи прибыл Толе-бий, несмотря на опасность и прислал письмо Абылаю, описывая трудности в Джунгарском ханстве.  
Ойратские послы, угрожавшие казахам, вернулись без результатов. После совета Аблай хан направил к Ламе-Доржи послов, и стало понятно,что нойоны не будут выданы. Всё это привело к войне. 

## Действия
9 сентября 1752 года, джунгарское войско численностью 15-20 тысяч человек под командованием Саин-Белека, Шакдора, Батура-Убаши и другими, вторглись в средний жуз. Малайсары батыр вступил в переговоры с джунгарами, для избежания массовых жертв среди народа. Брат его указал путь войскам в аулы уак-кереев, тех, кто приютили нойонов-беглецов. Но Амурсане и Дабачи повезло, джунгары по ошибке нанесли удары по другим аулам .
Аблай уговорил Малайсары принять участие в его походе, на что тот согласился. Впрочем, Малайсары и ни кто другой войну останавливать не собирался. Вряд ли кто либо был против отомстить за сентябрьский набег, что и повлекло ответные походы.
Постепенно ход войны склонялся к казахам. Аблай, собирав дополнительные силы, нанёс джунгарам ряд тяжелых поражений. . Аблай планировал перенести военные действия на территории джунгар. .
Несмотря на поражения, Ламы-Доржи отклонял предложения о мире. Посольство Аблая было схвачено в плен, где одного из них били, а двух других бросили в темницу . Вскоре война стала принимать затяжной характер.
Даваци и Амурсана получили в свое распоряжение тысячи казахских сарбазов и отправились поднимать племена на восстание. Война шла с переменным успехом. В январе 1753 года, в Ургу вторгся Дабачи во главе казахского отряда, во время сопротивления Ламы-Доржи, тот был убит  .Новым джунгарским правителем стал Дабачи
Но восхождение нового джунгарского хана не искоренило феодальную войну. Дабачи пришлось бежать из своей ставки, так как ее осаждал новый претендент, из за чего Дабачи пришлось искать помощь в кочевьях бывших союзников Амурсаны. . Между ними произошли новые конфликты, чем пользовался Абылай хан, поддерживая то одного, то другого.. В 1753 году на территории Джунгарии действовали казахские отряды, которых насчитывало до 5000 тысяч человек. 
Основные удары по просьбе Дабачи производились по дербентам, которые отказывались принимать власть последнего. Они разгромили оток Баргат  . Скорее всего между Дабачи и Абылаем был заключён договор, не только о военных действиях, но и разделении добычи. Это подтверждают ойраты, которые были взяты в плен казахами . Они сообщали об этому русскому прапорщику Веревкину, все мужское население отправляли к Дабачи, а женское в казахские улусы .
Как только Амурсана убедился, что стал достаточно силен, то стал выступать против хана, предварительно обратившись к Аблаю за помощью со свержением. Первый поход Амурсаны и Аблая окончился провалом, они во главе 1700 отряда казахов наткнулись на 10 тысячный отряд Джунгар, где в следующем сражении потерпели поражение. 
В 1754 году казахские отряды не раз вторгались в пределы Джунгарии, где ими было захвачена богатая добыча в виде: скота, пленных, различных ценностей.  
В том же году Дабачи отправил в Пекин посольство. Что позже приведет к страшным последствиям.
У казахских батыров украли победу
Летом 1754 г. цинский император Хунли отдал распоряжение о подготовке широкомасштабного вторжения в Джунгарию. Одной из причин явилась активность казахских правителей, прежде всего Аблая. В феврале 1755 г. в одном из императорских указов, повелевающих войскам выступать, прямо говорилось: «Если немедленно не двинем в поход войска, то казахам повезет и они добьются своей пользы».
Вероятно, не будет преувеличением сказать, что активное участие казахских владетелей в межфеодальных усобицах ойратских князей способствовало упадку и гибели Джунгарского ханства.

## См. Также
Казахско-джунгарская война

Казахские походы в Джунгарское ханство (1731—1732)